# Polypodium sessile
Polypodium sessile là một loài dương xỉ trong họ Polypodiaceae. Loài này được Fee, Christ mô tả khoa học đầu tiên năm 1907.
Danh pháp khoa học của loài này chưa được làm sáng tỏ. 